# Бухочел
Бухочел (рум. Buhocel) — село у повіті Бакеу в Румунії. Входить до складу комуни Бухоч.
Село розташоване на відстані 245 км на північ від Бухареста, 7 км на схід від Бакеу, 80 км на південний захід від Ясс, 147 км на північний захід від Галаца, 146 км на північний схід від Брашова.

## Населення
За даними перепису населення 2002 року у селі проживали 260 осіб, усі — румуни. Усі жителі села рідною мовою назвали румунську.